# 예니 겔린
《예니 겔린》(튀르키예어: Yeni Gelin)는 2017년 방영된 터키의 텔레비전 드라마이다.